# Blauflügelgans

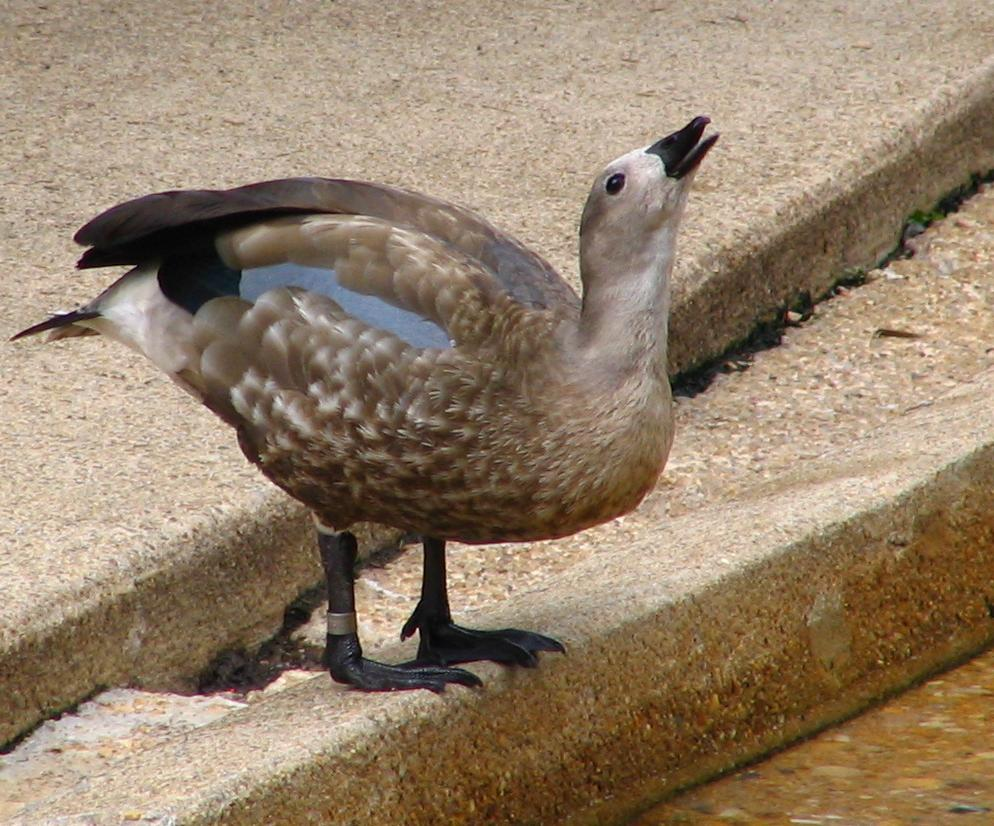
Trinkende Blauflügelgans

Die Blauflügelgans (Cyanochen cyanopterus, Syn.: Cyanochen cyanoptera) ist ein Vogel und gehört zur Ordnung der Entenvögel. Sie ist die einzige Art der Gattung der Blauflügelgänse (Cyanochen) und wird den sogenannten Halbgänsen zugerechnet. Diese Entenvögel weisen einen gänseähnlichen Habitus auf, haben jedoch auch einige Merkmale, wie sie für die Eigentlichen Enten charakteristisch sind.
Die Blauflügelgans hat nur ein sehr kleines Verbreitungsgebiet im äthiopischen Hochland. Sie ist dort jedoch häufig; ihr Bestand wird auf 5.000 bis 15.000 Individuen geschätzt und gilt als gefährdet. Sie ist eine der häufigsten afrotropischen Entenvögel. Eine potentielle Bestandsbedrohung kann durch einen Verlust an Lebensraum entstehen, wenn die menschliche Besiedlungsdichte im äthiopischen Hochland zunimmt.

## Vorkommen, Lebensraum und Ernährung
Die Blauflügelgans lebt paarweise oder in kleinen Familienverbänden an Hochebenensümpfen, Seen, Strömen oder feuchten Wiesen im Äthiopischen Hochland in einer Höhe von 2500 bis 4000 Metern. Ihr Lebensraum ist eine tropische Gebirgsregion, die während des gesamten Jahres Temperaturen zwischen 10 und 20 °C aufweist. Bis in eine Höhe von etwa 2500 Meter wird diese Region landwirtschaftlich genutzt. Es handelt sich allerdings um eine extensive Landnutzung mit überwiegender Viehwirtschaft und etwas Ackerbau. Die Blauflügelgans hat in diesem Lebensraum ihre Brutbiotope an Flussniederungen, Seen, feuchten Senken sowie Bachläufen, an die offenes Grasland angrenzt. Blauflügelgänse sind Strichvögel. In der trockenen Winterzeit ziehen sie auf die höher gelegenen alpinen Moorflächen und brüten dort. Im Sommer ziehen sie in niedrigere Höhenlagen und bilden dort gelegentlich große, lockere Trupps. Innerhalb dieser Trupps verbleiben sie in ihrer Paargemeinschaft beziehungsweise in ihren kleinen Familienverbänden.
Blauflügelgänse weiden auf Grasflächen in gänseähnlicher Weise. Sie suchen ihre Nahrung jedoch auch wie Enten gründelnd in den Flachwasserzonen der Gewässer ihres Lebensraumes. Sie ernähren sich von Gräsern und Kräutern sowie Samen, Insekten und Schnecken.

## Merkmale
Die Blauflügelgans ist eine mittelgroße Halbgans. Ihre Körpergröße beträgt 60 bis 75 Zentimeter. Das Gefieder ist graubraun mit blauen Flügeldecken über den Flanken; die Füße und der Schnabel sind schwarz. Beide Geschlechter tragen weitgehend die gleiche Gefiederfarbe. Weibchen sind an Kopf und Hals etwas brauner bis grauer gefärbt. Das Männchen ist allerdings deutlich größer als das Weibchen. Männchen können auch anhand einer Imponierhaltung identifiziert werden, die sie verhältnismäßig häufig einnehmen. Dabei ziehen sie den Hals ein und legen den Kopf auf den Rücken. Die Stimme der Männchen ist ein leises, hohes Wispeln. Adulte Vögel mausern zweimal im Jahr. Vor der Brut werden Teile des Klein- und Rückengefieders vermausert. Nach der Brut wird das Gesamtgefieder gemausert.
Jungvögel ähneln den Altvögeln sehr, sie sind allerdings insgesamt etwas dunkler und brauner. Die Flügel weisen noch nicht den grünen Spiegelglanz auf und die Decken sind noch grau anstatt taubenblau. Dunenjunge weisen auf der Oberseite eine dunkel schwarzgraue Färbung auf. Sie haben einen nach hinten breiter werdenden Augenstreif und auch ihre Körperseiten sind dunkel grauschwarz. Bei frisch geschlüpften Küken ist das Gesicht anfangs strohgelb oder grauweiß und verfärbt sich später in ein Graugrün um. Die Körperunterseite ist grauweiß. Grauweiße Flecken finden sich auch an den Körperseiten. Ihr Schnabel und ihre Füße sind schwarz.

## Fortpflanzung
In der Natur ist die Fortpflanzung der Blauflügelgans bislang unzureichend untersucht. Die meisten Erkenntnisse stammen von Vögeln in Gefangenschaftshaltung.
Die Fortpflanzungszeit wird durch Niederschläge ausgelöst und fällt je nach Region entweder in den Zeitraum März bis Mai oder Juli bis Dezember. Das flache Nest wird meist an Ufern von Sümpfen und Seen angelegt. Das Gelege besteht aus vier bis sieben cremefarbigen Eiern, die in einem Zeitraum von etwa 30 bis 32 Tagen von dem Weibchen ausgebrütet werden. Die Küken, die ein Schlupfgewicht von knapp 60 Gramm haben, werden von beiden Elterntieren betreut.

## Haltung in Europa
Die ersten Blauflügelgänse kamen sehr spät in Zoohaltung. Der vermutlich erste europäische Zoo, der diese Halbgansart zeigte, war der Tiergarten Schönbrunn im Jahre 1913. Die Welterstzucht gelang 1924 einem niederländischen Ornithologen. Die Art wird verhältnismäßig selten gezeigt. Blauflügelgänse sind ähnlich wie Spiegelgänse während der Fortpflanzungszeit ausgesprochen aggressiv. Zuchtpaare werden in Zoos deswegen in der Regel in grasbewachsenen Einzelgehegen gehalten.

## Belege